# Game Maker

A Game Maker-ről készült képernyőkép, megnyitott object, sprite, sound és script szerkesztővel.

A Game Maker egy játékkészítő szoftver, amelyet Mark Overmars írt Delphi programozási nyelven. A program 1999. november 14-én jelent meg, azóta rengeteg fejlesztésen ment keresztül.
A programot arra tervezték, hogy használói könnyedén, minden programozói tudás nélkül készíthessenek, fejleszthessenek egyszerűbb játékokat. A program magában foglalja a GML (Game Maker Language) nevezetű programozási nyelvet is, ennek ismeretével összetettebb játékokat is lehet készíteni. A szoftver korlátozottan támogatja a 3 dimenziós játékokat is, bár a programot alapvetően a 2 dimenziós játékok készítésére tervezték. A készített játékokat bármilyen licenc alatt lehet terjeszteni, akár pénzért is. A program a kész játékokat *.exe formátumba tudja konvertálni. A program a fejlesztés alatt lévő játékokat kezdetben *.gmd (4.x, 5.x verziók); aztán *.gm6 (6.x verziók); majd *.gmk (7.x verziók); végül a *.gmd (8.x verziók) formátumban tárolja.
A Game Maker egyre ismertebbé válik, különösen azért, mert könnyen használható kezdők számára is. Ráadásul nem csak egyetlen típusú játék készíthető vele, mint legtöbb konkurensével: platform-játékok; FPS-ek, TPS-ek, RPG-k, stratégiai játékok, szimulátorok és számos egyedi játékötlet megvalósítható vele.

## Tulajdonságok
A Game Maker elérhető egy ingyenes, nem regisztrált változatban: Lite; illetve egy 15 eurós áron elérhető (vagy 20 amerikai dollár; 10 angol font) Pro verzióban. Magyarországon magyar nyelvű súgóval kapható a szoftver. A Pro verzióban elérhetővé válnak olyan tulajdonságok mint például a DLL-ekkel való együttműködés; a Direct3D kihasználása; különféle effektek használata, illetve fejlettebb rajzolási funkciók. A Lite verzióval készített programokban egy kis Game Maker hirdetés látható, míg a Pro verzióban ez eltűnik.
A Game Maker legújabb 8-as és 7-es verziói már jobban használják a 3 dimenziós grafikát az elődeinél: immár engedik a használatát némi korlátozott 3D-s grafikának, és korlátozott támogatást nyújtanak az egyszerű 3D-s modellekhez. Konverterek lehetővé teszik az elterjedtebb 3D-s formátumok használatát (*.3ds, *.obj) a programban. A programmal ezenkívül létre lehet hozni például hó, eső, felhők és hasonló effekteket is.
A Game Maker motorja az évek során sokat fejlődött: sokkal gyorsabb lett – különösen a grafika terén.

## A Game Maker használata

Egy object ablaka. Baloldalt látható egy megnyitott esemény-választó, jobboldalt pedig a mozgási akciók vannak. Ebben az ablakban adhatjuk meg az objektum egyéb tulajdonságait is: nevét, képét stb.

A program egy objektumorientált drag-and-drop rendszert használ, melyet a felhasználó grafikus felületen érhet el.
A programban főbb alkotóelemei a szobák (Rooms); az objektumok (Objects); a képek (Sprites); a hangok (Sounds); hátterek (Backgrounds); útvonalak (Paths); szkriptek (Scripts); fontok (Fonts), illetve az idővonalak (Time Lines).
- A játékban a fő szerepet az objektumok kapják. Ezek azok a tárgyak, melyekkel meghatározhatjuk, hogy mi fog történni egy adott esetben. Objektumok például a labdák, a szereplők, de a falak, és szinte minden objektum. 
 Ha megnyitunk egy objektumot, akkor két főbb részre oszthatjuk a panelt: vannak események (Events), illetve ezekhez az eseményekhez rendelhetőek akciók (actions). Példaként: megtörténik az az esemény, hogy rákattintunk az adott objektumra, ehhez pedig hozzá van rendelve az az akció, hogy például egy zene lejátszása. A Game Makerben tehát minden történést objektumokkal végzünk, persze ezeknek az objektumoknak nem muszáj láthatóknak lenniük. 
 Eseményeket az Add events gombra kattintva, és az előugró kis ablakból választva adhatunk meg. Az eseményhez akciót pedig a jobb oldali akciógombok Actions sávba való behúzásával adhatunk meg.
- Sprite. Láthattuk tehát, hogy az objektumok a legfontosabb szerepet töltik be a Game Maker-ben. Ha azt akarjuk, hogy az objektumok láthatóak legyenek, akkor meg kell adni azt a képet, amely a továbbiakban az objektum képe lesz a játékban. Ezeket a képeket nevezzük sprite-nak. 
 A Game Maker-nek saját sprite-szerkesztője van: hasznos lehet, hiszen segítségével egyéni képeket lehet készíteni anélkül, hogy egy professzionális képszerkesztőt kellene letölteni, de van lehetőség külső rajzolóprogram (mondjuk Paint) használatára is. Az alap-változatú sprite-szerkesztőben az alábbi eszközök találhatóak: ceruza eszköz; vonal; kör; négyszög; kerekített sarkú négyzet; ecset; kitöltés színnel eszköz; kijelölő eszköz, színfelvevő, szöveg-eszköz, és hasonlók. A professzionális verzióban újabb eszközök válnak használhatóvá: ilyen a gradient-fill eszköz, vagy a clear image eszköz. A sprite szerkesztőben effektek használatára is lehetőség nyílik: forgatás, nyújtás, színkorrekció, színátmenetek. A Game Maker-rel akár animált gifeket is készíthetünk. 
A sprite-okat lehet a szokásos drag-and-drop (Draw action) módszerrel, illetve a GML nyelv segítségével is szerkeszteni.
- További alkotóelemek: 
 A szobák (rooms) tekinthetőek helyeknek, ezek a játék pályái, ahol az objektumokat elhelyezzük. Általában a játék több szobát is tartalmaz: például a játék menüjét, különféle helyszíneket, pályákat. A hangok (sounds) értelemszerűen a játékban megszólaló zenék és effektek. A hátterek a szobák hátterei, ezek külön lettek választva a Sprite-októl. A Game Makerben lehetőség van scriptek (GML nyelven való) készítésére is, ezeket az előre elkészített utasítássorozatokat egy külön action segítségével rendelhetjük hozzá az eseményekhez. Az útvonalak egy objektum szobában való mozgási pályáját határozza meg, segítségével megadott útvonalakon mozgó objektumokat készíthetünk. A fontok segítségével fontokat importálhatunk a Game Maker-be, és így jeleníthetünk meg, lényegében csatoljuk a font fájlt a játékba, és az majd akkor is meg fogja jeleníteni, ha az adott gépen esetleg nincsen telepítve az adott font.

## A Game Maker nyelv (GML)
A GML (Game Maker Language) egy programozási nyelv a Game Makeren belül, melynek segítségével összetettebb problémákat is meg lehet oldani szokásos programozással, szembeállítva az általános drag-and-drop rendszerrel. A nyelv szintaktikája kölcsönvesz elemeket más programozási nyelvekből, mint például a C, a C++ és a Pascal. Ez némi zavarhoz vezetett, és olyan tévhitet okozott, hogy az ilyen nyelvek egyenesen felhasználhatóak a Game Makerben.
Eredetileg a GML arra volt tervezve, hogy kiegészítse a drag-and-drop felületet, engedve ezáltal a tapasztaltabb felhasználók számára, hogy programjaikat további tartalommal töltsék meg. Ám az újabb verziójú Game Maker-ek valójában már a GML-t használták alapjukként, az összes drag-and-drop funkció pedig előre meg van írva GML scriptként.
A GML továbbá magában foglalja a DLL-ek betöltését és használatát. Ezt azt is jelenti, hogy engedélyezi, hogy némely funkciók és rutinok más nyelveken legyenek megírva, például C++, Delphi, vagy Pascal nyelven.

## YoYo Games
2007. január 26-án Mark Overmars bejelentette, hogy egy kis vállalkozással fog együtt dolgozni: az USA-beli YoYo Games-szel. Az együttműködés motivációja az volt, hogy az gyorsabb és jobb fejlesztést nyújtana a Game Maker-nek, és szintúgy egy jobb weboldalt is produkálna a felhasználóknak.
A webhely egy olyan közösség, amelynek tagjai feltölthetik és megoszthatják az általuk készített játékokat, és a közösség tagjai értékelhetik, megbeszélhetik a játékot.
Az új weblap szintúgy egy kiterjedtebb támogatási rendszert, és nagyobb segítséget fog nyújtani.
A YoYo Games-szel való együttműködés azonban heves vitákat is eredményezett a Game Maker Community körében. Kezdő és tapasztaltabb felhasználók is úgy érezték, hogy a YoYo Games-szel való együttműködés több rosszat fog eredményezni mint jót. A legtöbb vitát az újfajta regisztrációs rendszer okozta, mely az új Game Maker 7-es verzióval érkezett, több felhasználónak nehézségeket okozva; bár azóta a YoYo Games a legtöbb problémát már orvosolta.

## Oktatásban való felhasználása
A Game Maker programot Mark Overmars írta, az Utrechti Egyetem professzora, részben tanítási eszközként tanítványai számára. A programot hasznos tanítási eszközként kezdik felfedezni az általános iskolákban és középiskolákban, a könnyű kezdés és az összetett programozói nyelv miatt.

## Game Maker Közösség
A Game Maker Közösség (GMC, Game Maker Community) egy internetes közösség, több mint 70 000 taggal, amely a Game Maker kitárgyalására jött létre. A fórumnak jelenleg négy adminisztrátora és tizenhét moderátora van. A fórum az Invision Power Board 2.0.4 fórummotorra épül.
2006-ban tettek egy bejelentést, miszerint a fórummotort frissítenék, és a fórum újraindulna, teljesen üresen. A váltás bekövetkezett és a YoYo Games a Game Maker 7.0-s verziója mellett számos újítást is tett a webes elérésben.

## A Game Maker működése
A Game Maker az exe fájlokat úgy készíti, hogy a forrásfájlt (*.gmd, *.gm6, *.gmk) egy exe-be csomagolja, ami a forrást futtatja. Ennek első verziói Delphi nyelven voltak írva, de a YoYo Games Glog szerint átírták C++ nyelvre, így a programok Apple rendszereken is futtathatóak lesznek.

## Rendszerkövetelmények
A következő specifikációk tükrözik a Game Maker program rendszerkövetelményeit, illetve az általa készített játékok többségében szükséges rendszerkövetelményeket.
Rendszerkövetelmények a Game Maker 7.x és 8.x verziókhoz:
- Windows 2000, Windows XP, Windows Vista, Windows 7
- DirectX 8 vagy régebbi
- DirectX 8 kompatibilis videókártya legalább 32 MB memóriával
- Pentium vagy egyenlő teljesítményű processzor
- DirectX 8 kompatibilis hangkártya
- 128 MB-nyi RAM, vagy annál több (Csak a hivatalos Game Maker dokumentációban van jegyezve)
- 800*600 (vagy nagyobb) felbontású monitor 16 bites vagy 32 bites színmélységgel

Rendszerkövetelmények a Game Maker 6.x verziókhoz:
- Windows 98, Windows ME, Windows 2000, Windows XP
- DirectX 8 vagy régebbi
- DirectX 8 kompatibilis videókártya legalább 16 MB memóriával (32 MB vagy több ajánlott)
- Pentium vagy egyenlő teljesítményű processzor
- DirectX 8 kompatibilis hangkártya
- 64 MB-nyi RAM, vagy annál több (Csak a hivatalos Game Maker dokumentációban van jegyezve)
- 800*600 (vagy nagyobb) felbontású monitor 16 bites vagy 32 bites színmélységgel

Rendszerkövetelmények a Game Maker 5.x verziókhoz:
- Windows 95, Windows 98, Windows NT 4, Windows ME, Windows 2000, Windows XP
- DirectX 8 vagy régebbi
- DirectX 6 vagy későbbi
- 800*600 (vagy nagyobb) felbontású monitor 16 bites vagy 32 bites színmélységgel

Megjegyzés: Jelenleg a 6.x verziójú Game Maker programok nem futnak a Windows Vista operációs rendszer alatt, egy kompatibilitási hiba miatt, mely a programok a *.exe-be való tömörítése alatt lép fel. A 7-es verzióban azonban nincs ilyen hiba, ugyanúgy, mint ahogy az 5.x verzióban és elődeiben sem.